# Josefina Blanco
Josefina Blanco, el nom complet de la qual és Josefa María Ángela Blanco Tejerina (Lleó, 1878 - Pontevedra, 19 de novembre de 1957), va ser una actriu espanyola (activa en els períodes 1886-1907, 1910-1912, 1918-1936).

## Biografia
Nascuda en una família amb antecedents teatrals, s'inicia en el món de la interpretació de molt joveneta. El seu pare, Pedro Blanco, era un actor aficionat conegut a la capital lleonesa i la seva tia, Concha Suárez, també actriu, la va introduir en el món de la faràndula molt aviat, i ja el 1886 se la va endur de gira a Cadis i Barcelona.
Va conèixer el que seria el seu marit, l'escriptor Ramón del Valle-Inclán a casa de l'actriu María Tubau i el seu marit Ceferino Palencia. Van actuar junts en els repartiments de La comida de las fieras, de Jacinto Benavente, al novembre de 1898, i de Los reyes en el destierro, de Daudet, amb posada en escena d'Alejandro Sawa i representada en el Teatre de la Comèdia de Madrid el gener de 1899. La carrera de Josefina es va consolidant amb peces com a Alma y vida (1902), de Benito Pérez Galdós, al Teatro Español, al costat d'Emilio Thuillier, La pecadora (1903), d'Àngel Guimerà, i El marqués de Bradomín. Coloquios románticos (1906), del seu futur marit, en el paper de Florisel, i amb la companyia de Francisco García Ortega i Matilde Moreno.
El 1906 es va embarcar, juntament amb Valle-Inclán, en un viatge a les Illes Canàries amb la companyia de Ricardo Calvo. L'any següent, al 1907, interpretaria el paper de Liberata la Magnífica en l'obra Águila de Blasón, de Valle-Inclán.
El seu matrimoni, celebrat el 24 d'agost de 1907 a l'església madrilenya de Sant Sebastián, i el posterior naixement de la seva filla gran, van suposar una aturada en la seva carrera professional. I es dedicà a col·laborar en l'obra literària de l'escriptor, com a correctora de proves, preparadora d'originals per a la impremta o directora editorial.
No obstant això, recuperaria la seva activitat a partir de 1910, incorporant-se a la companyia de María Guerrero i Fernando Díaz de Mendoza, amb la qual estrena El rey trovador (1911) i En Flandes se ha puesto el sol (1912) (totes dues d'Eduard Marquina) i Cuento de abril (1910), Voces de gesta (1912) i La marquesa Rosalinda (1912) (totes tres de Valle-Inclán). Es va retirar dels escenaris aquest mateix any de 1912, quan la seva família es traslladà a Galícia.
No hi tornà fins al 1918, amb l'obra Santa Juana de Castilla, de Benito Pérez Galdós, al Teatre de la Princesa, al costat de Margarita Xirgu. La seva activitat teatral es redueix en la dècada dels 20, però participa en alguna iniciativa amb el grup independent "El Mirlo Blanco", en què va tornar a protagonitzar una altra obra de Valle-Inclán, Ligazón, el 1926.
Després d'iniciar els tràmits de divorci el 1932, l'actriu torna als escenaris, amb la companyia de Tirso Escudero, treballa en el Teatre de la Comèdia fins al començament de la Guerra Civil Espanyola i obté una plaça de professora al Conservatori.
Quan mor el seu marit, al 1936, es va dedicar a gestionar el seu llegat. Es trasllada Barcelona amb els seus fills durant els anys de guerra, i després a Pontevedra. Va lluitar aleshores per aplegar tota l'obra de Valle-Inclán, escampada com estava, i aconseguí de publicar-la completa, a començament de la dècada del 1940.